# Układ wysokościowy

Układy wysokości w Europie

Układ wysokościowy – układ, który tworzą wysokości normalne, odniesione do średniego poziomu morza.
W Polsce „poziom morza” odnosi się do:
- Morza Bałtyckiego w Zatoce Fińskiej, wyznaczonego dla mareografu w Kronsztadzie koło Petersburga,
- Morza Północnego, wyznaczonego dla mareografu w Amsterdamie[1].
- Morza Adriatyckiego, wyznaczonego dla mareografu w Trieście.

Rzędne w układzie wysokościowym określa się na podstawie pomiarów geodezyjnych nawiązanych do punktów podstawowej osnowy geodezyjnej kraju – wysokościowej osnowy geodezyjnej.
Obowiązujący w Polsce układ PL-EVRF2007-NH z poziomem odniesienia w Amsterdamie jest częścią państwowego systemu odniesień przestrzennych wprowadzonego Rozporządzeniem Rady Ministrów z 15 października 2012. Układ wysokości PL-KRON86-NH może być stosowany do czasu wdrożenia układu wysokościowego PL-EVRF2007-NH na obszarze Polski, nie dłużej jednak niż do 31 grudnia 2023, a układy PL-KRON60-NH, Amsterdam '55, Triest oraz lokalne przestały obowiązywać z dniem 31 grudnia 2009, jednak w zasobach ośrodków geodezyjnych są nadal przechowywane i są używane przez geodetów jako obligatoryjne do czasu przejścia na jednolity układ odniesienia.
Oprócz układów wysokościowych odnoszących się do poziomu morza, występują również lokalne układy wysokościowe wyznaczone w terenie do konkretnych elementów (punktów) odniesienia. Przykładami lokalnych układów wysokościowych w Polsce są: układ wysokości Zero Wisły oraz układ wysokości miasta Łodzi (ŁAM).